# Electronica 1: The Time Machine
Ne doit pas être confondu avec Electronica.
Albums de Jean-Michel Jarre
Essentials & Rarities
(2011) Electronica 2: The Heart of Noise
(2016)
Singles
1. Glory
Sortie : 15 mai 2015[2]
2. Conquistador
Sortie : 10 juillet 2015[3]
3. Zero Gravity
Sortie : 10 juillet 2015[4]
4. Watching You
Sortie : 10 juillet 2015[5]
5. Stardust
Sortie : 31 juillet 2015[6]
6. If..!
Sortie : 28 août 2015[7]

Electronica 1: The Time Machine est le dix-septième album studio de Jean-Michel Jarre, sorti en 2015 chez Columbia Records.
Une suite à cet album, Electronica 2: The Heart of Noise, sort en 2016.

## Annonce et sortie
La première mention d'un nouveau titre de Jean-Michel Jarre apparaît le 20 avril 2015, quand il a annoncé Conquistador comme le résultat de sa collaboration avec le producteur techno français Gesaffelstein. Le 15 mai 2015, une deuxième collaboration, cette fois avec le groupe électronique français M83, intitulée Glory, est annoncée, avec un clip vidéo sorti le 23 juin 2015. Une troisième collaboration, cette fois avec le groupe électronique allemand Tangerine Dream a été annoncée le 22 juin 2015, un titre posthume réalisé avant le décès d'Edgar Froese en janvier 2015.
Les collaborations sont ensuite peu à peu dévoilées durant quelques mois avant que l'album lui-même n'ait été finalement annoncé par Jean-Michel Jarre sur son compte Twitter le 10 juillet 2015, à l'époque sous le nom provisoire d'E-projet. Le 14 juillet 2015, il publie sur YouTube une vidéo « track story » dédiée à sa collaboration avec Vince Clarke, le fondateur des groupes Depeche Mode et Erasure, sur l'instrumental Automatic (parties 1 et 2). Il travaille également avec le réalisateur et compositeur John Carpenter.
Electronica 1: The Time Machine constitue le premier album composé entièrement de titres inédits depuis son album Téo et Téa sorti en 2007. Les précommandes de l'album ont été annoncées sur iTunes, Amazon.com et Spotify, ainsi que deux coffrets en éditions limitées.
Le 28 août 2015, les détails de l'album et le titre Electronica 1: The Time Machine ont été officiellement annoncés, avec le titre If..! en collaboration avec Little Boots. Un trailer accompagnant l'annonce explique la création de l'album et dévoile les artistes participants.

## Réception critique
Le Monde qualifie l'album « d'imposture », son contenu étant « une collection de mièvreries ». « Les meilleurs morceaux du disque portent la patte des invités plus que de leur hôte ».
Pour Télérama, Erwan Perron qualifie l’album de « projet ambitieux, pour un résultat très moyen ».

## Liste des titres
| 1.    | The Time Machine (avec Boys Noize)        | Jarre, Alexander Ridha                    | 3:52 |
| 2.    | Glory (avec M83)                          | Jarre, Anthony Gonzalez                   | 3:56 |
| 3.    | Close Your Eyes (avec Air)                | Jarre, Jean-Benoît Dunckel, Nicolas Godin | 6:23 |
| 4.    | Automatic. Pt. 1 (avec Vince Clarke)      | Jarre, Vince Clarke                       | 3:09 |
| 5.    | Automatic. Pt. 2 (avec Vince Clarke)      | Jarre, Vince Clarke                       | 2:58 |
| 6.    | If..! (avec Little Boots)                 | Jarre, Little Boots                       | 2:57 |
| 7.    | Immortals (avec Fuck Buttons)             | Jarre, Benjamin Power, Andrew Hung        | 4:30 |
| 8.    | Suns Have Gone (avec Moby)                | Jarre, Richard Melville Hall              | 5:46 |
| 9.    | Conquistador (avec Gesaffelstein)         | Jarre, Mike Lévy                          | 3:06 |
| 10.   | Travelator, Pt. 2 (avec Pete Townshend)   | Jarre, Townshend                          | 3:06 |
| 11.   | Zero Gravity (avec Edgar Froese)          | Jarre, Edgar Froese                       | 6:46 |
| 12.   | Rely on Me (avec Laurie Anderson)         | Jarre, Anderson                           | 2:56 |
| 13.   | Stardust (avec Armin van Buuren)          | Jarre, Armin Van Buuren                   | 4:38 |
| 14.   | Watching You (avec 3D de Massive Attack)  | Jarre, Robert Del Naja, Euan Dickinson    | 4:05 |
| 15.   | A Question of Blood (avec John Carpenter) | Jarre, John Carpenter                     | 3:00 |
| 16.   | The Train & The River (avec Lang Lang)    | Jarre, Lang                               | 7:13 |
| 69:25 |                                           |                                           |      |

| 17. | Continuous Mix (l'intégralité de l'album en un seul morceau) |  |
| 18. | Glory (avec M83) (clip))                                     |  |
| 19. | If..! (avec Little Boots) (clip)                             |  |